# Dolina Strążycka
Dolina Strążycka – część miasta Duszniki-Zdrój, położona w województwie dolnośląskim, w powiecie kłodzkim.